# 小型狸藻组
小型狸藻组（学名：Utricularia sect. Meionula）为狸藻属下的一组。其下的四个物种都为中美洲和南美洲的特有种，且为小型的陆生物种。1838年，康斯坦丁·萨米埃尔·拉菲内克原将部分物种置于小型狸藻组和Trixapias内。1986年，彼得·泰勒发表了现在的小型狸藻组，其还包括三种产自澳大利亚及新西兰的物种，但这三个物种现在被置于澳洲狸藻组（Australes）内。